# Can Ric
Can Ric és una masia del municipi de Jafre (Baix Empordà) inclosa en l'Inventari del Patrimoni Arquitectònic de Catalunya. Data de la segona meitat del segle xvii.

## Descripció
Situat al carrer Major, a un extrem del nucli, és un gran casal amb jardí. Té planta rectangular, amb construccions annexes, i coberta de teula. La façana presenta una gran porta d'accés d'arc escarser, amb dovelles de pedra; la resta d'obertures són allindanades, emmarcades en pedra. El conjunt va subir nombroses modificacions per adaptar-lo a residència d'estiueig.

## Història
Can Ric és una de les dues cases pairals més importants del nucli, juntament amb Can Pou, també situada a la banda de migdia del carrer Major. Ambdós edificis daten dels segles xvii-xviii.
Can Ric va ser bastida a partir del 1655, data que apareix a la dovella central de la porta d'accés; hi ha també altres inscripcions del segle xviii a les llindes de les obertures.